# The Merry Gentleman
The Merry Gentleman ist ein US-amerikanisches Filmdrama aus dem Jahr 2008. Regie führte Michael Keaton, das Drehbuch schrieb Ron Lazzeretti.

## Handlung
Nach der Trennung von ihrem gewalttätigen Ehemann, einem Polizisten namens Michael, zieht Kate Frazier nach Chicago, um dort einen Neuanfang zu wagen. Sie ist eine zurückhaltende, von ihrer Vergangenheit gezeichnete Frau, die sich in ihrem neuen Leben isoliert fühlt und nur wenig Kontakt zu anderen sucht. Ihr Alltag ist geprägt von Einsamkeit und dem Versuch, ihre Vergangenheit hinter sich zu lassen.
Eines Abends wird Kate Zeugin eines ungewöhnlichen Vorfalls: Der professionelle Auftragskiller Frank Logan hat gerade einen Mord begangen und steht anschließend auf dem Dach eines Gebäudes, offenbar mit der Absicht, Selbstmord zu begehen. Ihr Schrei, als sie ihn auf dem Dach entdeckt, hält ihn in letzter Sekunde davon ab, zu springen. Kate ahnt nicht, dass Frank ein Killer ist, und begegnet ihm später zufällig wieder, als er ihr dabei hilft, einen Weihnachtsbaum in ihre Wohnung zu tragen. Kurz darauf erkrankt Frank an einer Lungenentzündung, woraufhin Kate ihn ins Krankenhaus bringt. Zwischen den beiden entwickelt sich eine vorsichtige Freundschaft, die von gegenseitigem Verständnis und emotionaler Verletzlichkeit geprägt ist.
Parallel dazu ermittelt der desillusionierte und alkoholkranke Detective Dave Murcheson in einem Mordfall, den Frank begangen hat. Er befragt Kate, da sie möglicherweise Zeugin war, und fühlt sich ebenfalls zu ihr hingezogen. Die Polizei bleibt zunächst ahnungslos bezüglich Franks Identität als Profikiller, da er den Mord geschickt einem anderen Mann in die Schuhe schiebt und dessen Tod wie einen Selbstmord aussehen lässt.
Die Situation spitzt sich zu, als Kates Ex-Mann sie aufspürt und erneut bedroht. Frank greift ein, tötet Michael in dessen Motelzimmer und inszeniert auch diesen Tod als Suizid. Detective Murcheson beginnt daraufhin, Verdacht zu schöpfen und konfrontiert Kate mit seinen Erkenntnissen. Kate fühlt sich zunehmend schuldig und sucht Trost in einer Kirche. Frank findet sie dort, versichert ihr, dass er ihr nie etwas antun würde, und zieht sich schließlich aus ihrem Leben zurück, um sie nicht weiter zu gefährden.
Das Ende bleibt offen und melancholisch: Frank steht erneut am Rand eines Suizids, wirft seinen Hut in einen Fluss, holt ihn aber später wieder heraus und verschwindet – ein Symbol für seinen inneren Konflikt und die Unmöglichkeit, seiner Vergangenheit zu entkommen.

## Kritiken
Todd McCarthy schrieb am 21. Januar 2008 in der Online-Version der Zeitschrift Variety, das Regiedebüt von Michael Keaton sei trotz der Defizite der Plausibilität der Handlung „wirklich vielversprechend“. Bereits die Darstellung von Macdonald sei ein Grund, den Film zu sehen – seine visuelle Ausführung, darunter die „subtile dynamische“ Kameraarbeit, sei ein weiterer. Der Charakter von Frank Logan sei lediglich skizzenhaft gezeichnet.

## Hintergründe
Der Film wurde in Chicago und in Kankakee (Illinois) gedreht. Seine Produktionskosten betrugen schätzungsweise 5 Millionen US-Dollar. Die Weltpremiere fand am 18. Januar 2008 auf dem Sundance Film Festival statt.